# Erato (planetka)
(62) Erato je planetka nacházející se v hlavním pásu asteroidů. Její průměr činí asi 96 km. Byla objevena 14. září 1860 německými astronomy O. Lesserem a W. J. Foersterem.